# Tùng Nguyên
Tùng Nguyên (tiếng Hoa: 松原市 bính âm: Sōngyuán shì, âm Hán-Việt: Tùng Nguyên thị) là một địa cấp thị tại tỉnh Cát Lâm, Trung Quốc. Diện tích: 5643 km2, dân số 120.000 người. Tùng Nguyên có 5 đơn vị cấp huyện, bao gồm 1 quận, 1 thành phố cấp huyện, 2 huyện và 1 huyện tự trị.
- Quận: Ninh Giang (宁江区)
- Thành phố cấp huyện: Phù Dư (扶余市)
- Huyện: Kiền An (乾安县), Trường Lĩnh (长岭县)
- Huyện tự trị: Huyện tự trị dân tộc Mông Cổ Tiền Gorlos (前郭尔罗斯蒙古族自治县)